# Шамарица
Шамарица је шумовита узвисина (коса), која захвата средишњи део Баније и просторно је највећа узвисина Зринске горе. Налази се 25 км југоисточно од града Глине. У њој извиру готово сви главни банијски водени токови: река Суња те речице Петрињчица, Ловча, Бручина, Плавићевица и бројни потоци. Њеним рубним крајевима воде сви главни саобраћајни путеви Баније, а преко ње, преко Чавић брда, и саобраћајница која повезује северни и јужни крај Баније. На рубним шамаричким подручјима, а и на њој самој налази се и највећи број насеља Баније. Шамарица дели Банију на два дела: северни и западни је петрињско-глински крај, док је источни и јужни крај костајничко-дворски.

## Историја
Током Другог светског рата, Шамарица је била главна партизанска база током НОБ-а. Дана 24. јула 1941, након избијања устанка на Банији, Васиљ Гаћеша окупља прву групу банијских партизана на Шамарици, код Јовина гроба. У партизанској бази вођена је брига о животу избеглог народа из села Влаховића, Грабовца, Дреновца, Шушњара и Лушчана и у ту сврху организован рад пекара, млинова, страже, болнице, земунице и друге потребе за живот у шуми. У јесен 1941. године, јаке усташке снаге пошле су да почисте Шамарицу, да спале и униште партизанску базу Васиља Гаћеше. Командант Никола Демоња је са својом патролом бомбама уништио усташку групу. 
Команданти трију одреда на Банији, Шамаричког, Васиљ Гаћеша, Калинског, Артур Туркулин и Сисачког, Владо Јанић Цапо, договорили су да 28. септембра 1941. сва три одреда свечано положе партизанску заклетву на Чавић брду на Шамарици. То је био значајан пример међуетничке солидарности у времену када је партизански покрет био изузетно слаб и лоше организован.
Шамарица је током децембра 1943. била захваћена окупаторско-квислиншком операцијом Пантер у склопу Шесте непријатељске офанзиве. Непријатељ је имао намеру да прво разбије и уништи снаге Осме кордунашке дивизије и Кордунашки НОП одред на Кордуну и Петровој гори, а потом Седму банијску дивизију и Банијски НОП одред на Банији и Шамарици, успут пустошећи насеља и пљачкајући становништво.

## Спомен-парк на Шамарици
Јула 1957. на месту где је положена партизанска заклетва првих партизанског одреда овог краја, подигнут је споменик и откривене три спомен плоче. У кругу око средишњег споменика постављен је полукружни споменик на којем се налазе слова: “Заклињем се”. Спомен плочама су такођер обиележена места неких објеката Гаћешиног партизанског логора (кухиња и трпезарије Одреда, млина и пилане, радионице оружја и првог стражарског места). Аутор спомен-обележја је архитект Зденко Колацио.
Априла 1975. Скупштина општине Глина донела је одлуку о приступању Општине Глина утемељивачима Спомен-подручја “Братство-јединство” − Шамарица. Јула 1980. отворен је Спомен-дом “Братство-јединство” у оквиру којег је постављена музејска изложба. Септембра 1980. откривен је нови споменик партизанској заклетви, недалеко од Спомен-дома. Аутор новог решења био је архитект Зденко Колацио. Тада је реконструисан и полукружни споменик на којем је постављено пет спомен-плоча, чији текст интерпретира догађаје из 1941. године. Такође је реконструисано и партизанско спомен-логориште.
Услед ратних сукоба од 1991. до 1995. године, спомен-подручје је затворено и девастирано, док је музејски део, који се налазио унутар Спомен-дома, уклоњен или уништен.